# Shara Hubrich
Shara Hubrich (* 15. September 1997) ist eine deutsche Kumite-Karateka. Bei der Karate-Weltmeisterschaft 2021 in Dubai, VAE, wurde sie Vizeweltmeisterin in der Kategorie -50 kg.
Im Mai 2021 erreichte sie bei der Europameisterschaft in Poreč, Kroatien, in der gleichen Kategorie ebenfalls die Silber-Medaille im Einzel und sicherte sich mit dem deutschen Kumite Damen-Team den Europameisterinnen-Titel.
2018 startete sie in der Klasse -50 kg bei der Weltmeisterschaft in Madrid, Spanien. Bei der Europameisterschaft 2019 in Guadalajara, Spanien, erreichte sie mit dem deutschen Kumite-Team Bronze. Einen Monat später kämpfte sie bei den European Games in Minsk, Belarus.
Bei der Europameisterschaft 2023 in Guadalajara, Spanien, sicherte sie sich den Titel in der Klasse -50 kg und qualifizierte sich damit für die European Games vom 21. Juni bis zum 2. Juli 2023 in der polnischen Stadt Krakau.
Seit 2012 ist sie Mitglied der deutschen Nationalmannschaft und war von 2019 bis 2021 Teil des deutschen Olympiakaders.

## Sportliche Erfolge
Internationale Erfolge
- 2025 Team-Europameisterin in Jerewan, Armenien, Kumite Team[4]
- 2025 3. Platz Europameisterschaft in Jerewan, Armenien, Kumite bis 50 kg
- 2024 Team-Europameisterin in Zadar, Kroatien, Kumite Team
- 2023 Europameisterin in Guadalajara, Spanien, Kumite -50 kg
- 2021 Vizeweltmeisterin in Dubai, VAE, Kumite -50 kg
- 2021 Team-Europameisterin in Poreč, Kroatien, Kumite Team
- 2021 3. Platz Europameisterschaft in Poreč, Kroatien, Kumite -50 kg
- 2019 3. Platz Europameisterschaft in Guadalajara, Spanien, Kumite Team
- 2017 1. Platz German Open, Kumite -50 kg
- 2017 3. Platz U21-Europameisterschaft, Kumite -50 kg
- 2016 3. Platz U21-Europameisterschaft, Kumite -50 kg
- 2015 3. Platz Junioren-Europameisterschaft, Kumite -48 kg
- 2014 Junioren-Europameisterin, Kumite -48 kg
- 2013 Junioren-Weltmeisterin, Kumite -48 kg
- 2013 Vizeeuropameisterin Jugend, Kumite -47 kg

Nationale Erfolge
- 2025 Deutsche Meisterin, Kumite -50 kg
- 2024 Deutsche Meisterin, Kumite -50 kg
- 2023 Deutsche Meisterin, Kumite -50 kg
- 2020 Deutsche Meisterin, Kumite -50 kg
- 2019 Deutsche Meisterin, Kumite -50 kg
- 2018 Deutsche Meisterin, Kumite -50 kg
- 2017 Deutsche Meisterin, Kumite -50 kg
- 2017 Deutsche Meisterin U21, Kumite -50 kg
- 2016 Deutsche Vizemeisterin, Kumite -50 kg
- 2016 Deutsche Vizemeisterin U21, Kumite -50 kg
- 2015 Deutsche Meisterin, Kumite -50 kg
- 2015 Deutsche Vizemeisterin U21, Kumite -50 kg
- 2014 Deutsche Meisterin, Kumite -50 kg
- 2013 Deutsche Junioren-Meisterin, Kumite -48 kg